# Ruspa
Ruspa is een historisch merk van motorfietsen.
De bedrijfsnaam was: Motocicli Luigi & Franco Ruspa, later Ruspa & Gaita, Torino.
Ruspa was een Italiaans merk dat mooie 124cc-tweetakten en 124- en 174cc-kopkleppers bouwde. In een klein aantal motoren zat een 347cc-eencilinder. De productie begon in 1926 en werd in 1929 beëindigd.